# Primaveras y otoños

Período de finales de primavera y otoño,, antes de la división de Jin y la llegada de Qin a Sichuan. El Wei que aparece en este mapa es Wey (衛), no el estado de Wei (魏) que surgió de la partición de Jin.

El periodo de las primaveras y otoños (en chino tradicional, 春秋時代; en chino simplificado, 春秋时代; pinyin, Chūn qiū shí dài; Wade-Giles, Ch'un1 ch'iu1 shih2 tai4) representó una era en la historia china entre los años 771 y 476 a. C. Este periodo toma su nombre de los Anales de primavera y otoño, una crónica del periodo que describe la historia del Estado Lu entre los años 722 y 479 a. C.. y cuya autoría se atribuye tradicionalmente a Confucio (551-479 a. C.), figura sumamente importante en la tradición china. Durante el periodo de las Primaveras y otoños, el poder de los Zhou se descentralizó. Este periodo estuvo plagado de batallas y las anexiones de unos 170 pequeños estados. El lento progreso de la nobleza resultó en un aumento en la alfabetización; el incremento en la alfabetización animó la libertad de pensamiento y el avance tecnológico. Esta era fue seguida por el periodo de los Reinos combatientes.
El historiador Mark Lewis definió este período como «Edad de las ciudades-Estados», cada una dominada por la familia de un señor, denominada como jia.

## Marco geopolítico y cultural

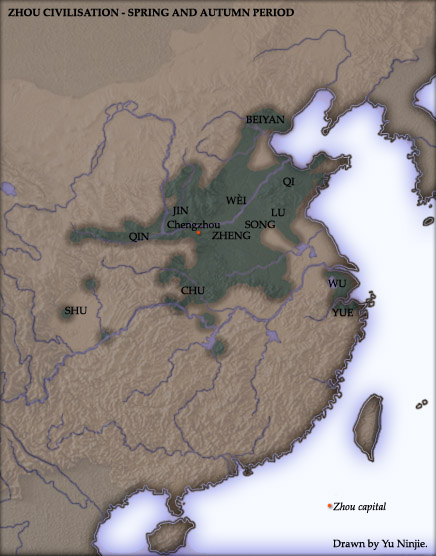
Localización de los principales estados del periodo de Primaveras y Otoños.

La China de principios del periodo de Primavera y Otoño estaba formada por un número difícil de cuantificar de principados (quizá hasta 200) repartidos aproximadamente alrededor de las cuencas del Río Amarillo y del Río Azul. La primera es, en sentido estricto, la cuna de la civilización china, tal y como se desarrolló bajo el dominio de la dinastía Shang y la dinastía Zhou a partir de mediados del segundo milenio. Esta parte "central", que ejercía una forma de primacía cultural, adolecía de debilidad política debido a su extrema fragmentación territorial, y estaba cada vez más sometida a la ley de las potencias surgidas en su periferia, cuya cultura mezclaba los rasgos de la de la Llanura Central con tradiciones específicas y la influencia de los pueblos "bárbaros". Estos últimos estaban menos integrados en el juego político de la época, aunque no estaban ausentes de él. Los principales actores políticos afirman pertenecer a una comunidad similar, derivada del antiguo sistema dominado por los Zhou, ya que muchas de las dinastías reinantes con antepasados fundadores (reales o imaginarios) fueron establecidas por los reyes Zhou y conservan una forma de lealtad simbólica hacia ellos a pesar de su declive político. Esto constituye el principal elemento de cohesión de los "países Zhou", que forman una comunidad política y cultural unida por relaciones permanentes.

### Los estados de la Llanura Central
La Llanura Central corresponde a la llanura aluvial del río Amarillo al este de su "lazo" y de su confluencia con el Wei. En ella se asentó la casa real de la dinastía Zhou tras ser expulsada de su hogar en la cuenca del Wei. Hubo muchos principados en esta zona, que fueron perdiendo su poder político. Entre los más importantes estaban Zheng, que desempeñó un papel importante al principio del período, Song, cuya familia gobernante procedía de la antigua dinastía Shang, Wei, así como el país de Lu, de donde procedía Confucio.

### Potencias "periféricas"
Las grandes potencias políticas y militares del Periodo de Primavera y Otoño y del Periodo de los Reinos Combatientes se afirmaron en países de la periferia de la Llanura Central. Algunos de ellos (en particular Qin y Chu) son considerados a veces por los habitantes de la Llanura Central como semibárbaros debido a ciertas especificidades culturales que chocan con las tradiciones heredadas del Zhou Occidental, Aunque comparten los principales aspectos de la cultura Zhou, sus rasgos originales se interpretan mejor como regionalismos.
Las principales potencias de estas regiones son:
- Qi en el noreste, en el valle inferior del río Amarillo (actual Shandong) ;
- Jin con su centro en el valle del Fen, que se extiende entre la Meseta de Loess y la llanura aluvial del río Amarillo;
- Qin en el valle del Wei (antiguo bastión del Zhou Occidental);
- Chu (Estado)|Chu]] en el sur, en torno al curso medio del Yangzi.

Este último tenía la particularidad de ejercer la hegemonía sobre varios principados, constituyendo una especie de contrapartida meridional de los hegemones de la llanura del río Amarillo, y de no reconocer nunca la autoridad del rey Zhou, al que nunca estuvo sometido. Posteriormente fue desafiado por las potencias surgidas en el Bajo Yangtsé, Wu y luego Yue. Otro estado importante en las regiones periféricas fue Yan en el noreste, que no fue muy activo en la vida política de los países Zhou.
Estos reinos de la periferia del mundo Zhou tenían varias ventajas que les permitieron llegar a ser militarmente dominantes: a menudo se beneficiaban de la protección de barreras naturales (ríos, montañas), y podían expandirse hacia zonas fuera de la comunidad Zhou, donde las entidades políticas "bárbaras" eran a menudo presas más fáciles que los reinos de la Llanura Central, ofreciéndoles estas conquistas recursos económicos y humanos adicionales para afirmar su poder.

### Los "bárbaros" y la expansión de la cultura Zhou
Los países Zhou, situados en las regiones periféricas, limitan con una serie de pueblos considerados "bárbaros", que viven al margen de sus territorios. Los textos les atribuyen rasgos similares a los de los bárbaros de los antiguos autores griegos y latinos: vicio, cobardía, falta de organización social (pero que pueden moralizarse). Esto refleja una evolución en la concepción de la identidad "china", una comunidad a la que se alude especialmente con la expresión Hua Xia' en los textos de la época, caracterizada por el origen y la cultura común de los reinos surgidos del periodo Zhou occidental, que reforzaron su cohesión al definirse a través de la exclusión de ese "otro" de su comunidad.
Sin embargo, estos pueblos desempeñaron un papel importante en la vida de los países Zhou, no sólo a través de conflictos (teniendo en cuenta que también podían aliarse con los príncipes chinos), sino también a través de relaciones diplomáticas regulares, influencias culturales, o simplemente porque personas de estos pueblos (campesinos en particular) vivían en el territorio de ciertos estados Zhou. Los textos también indican que estos grupos podían encontrarse en la Llanura Central.  Se distinguían cuatro grandes grupos, subdivididos a su vez en varias tribus: los Di en el norte, los Rong en el oeste (a veces agrupados con los anteriores a ojos de los Zhou, que hablaban de "Rong-Di"), los Yi en el este y los Man en el sur; pero Wu y Yue también pueden ser considerados bárbaros en ocasiones. El estudio arqueológico de las regiones ocupadas por estos bárbaros, sobre todo en el norte y el sureste, permite hacer de estos pueblos objetos de estudio por derecho propio, fuera del sesgo de las fuentes. 
Estos pueblos se enfrentaron a la expansión de potencias como Jin, Qin y Chu del mismo modo que los países de la Llanura Central, y fue sin duda a través del contacto con ellos como estos principados conquistadores adquirieron considerables recursos militares, en particular expandiéndose en sus dominios. Estos estados, en particular los Chu, transmitieron la cultura Zhou a través de su política de conquista/colonización y de su influencia cultural, que se ejerció en particular hacia Wu y Yue, cuya cultura material, por otra parte, era bastante diferente, pero cada vez tomaba más rasgos Zhou, especialmente entre la élite. Esta expansión cultural hacia estos países fue de la mano de su integración en el concierto político, sobre todo al acoger a ministros zhou.

## El poder de Zhou en declive

Finales del periodo de Primaveras y Otoños, siglo V a. C., antes de la desintegración de Jin y de que los Qin se moviesen a Sichuan.

La caída de la capital de la Dinastía Zhou Occidental, Hao, marca el comienzo del periodo de las Primaveras y Otoños. Después de que la capital fuera saqueda por las tribus nómadas occidentales, el coronado príncipe Ji Yijiu huyó al este. Durante la huida de la capital occidental al este, el rey Zhou se apoyó en los cercanos señores de Qín, Chang y Jìn para protegerse de los invasores y los señores rebeldes. Trasladó la capital de Zhou desde Zhongzhou (Hao) a Chengzhou (actual Luoyang) en el valle del río Amarillo.
La nobleza Zhou en huida no tenía apoyos fuertes en los territorios orientales; incluso la coronación del príncipe regente tuvo que ser apoyada por aquellos estados para tener éxito. Con la influencia de Zhou muy reducida, limitándose a Luoyang y las áreas cercanas, la corte Zhou no podía por más tiempo apoyarse de seis grupos de tropas de a pie. Los posteriores reyes Zhou tuvieron que solicitar ayuda de estados vecinos o poderosos para protegerse de las revueltas y para resolver las luchas internas por el poder. La corte Zhou nunca volvió a recuperar su autoridad original; fue relegada a gobernar pero bajo el control de los otros estados feudales. Aunque Zhou nominalmente retuvo el Mandato Celestial, el título no le daba ningún poder.

## Ascenso de los hegemónicos
El primer noble en ayudar a los reyes de Zhou fue el duque Zuang de Chang. Fue el primero en establecer el sistema hegemónico (霸 bà), cuyo propósito era mantener el antiguo sistema protofeudal. Los historiadores tradicionales justificaban el nuevo sistema como un medio de proteger a los estados civilizados más débiles y a la realeza Zhou de las tribus "bárbaras" intrusas. Localizadas en los cuatro puntos cardinales, las tribus "bárbaras" (pueblos nómadas asentados en las fronteras de China) eran, respectivamente, los man, yi, rong y di. 
Todos los llamados estados "civilizados", sin embargo, se encontraban de hecho compuestos de una mezcolanza de etnias; de aquí que no hubiera una línea clara que separara a los estados "civilizados" de los pueblos nómadas. Sin embargo, estas tribus, étnica y culturalmente diferentes, tenían sus propias y únicas civilizaciones en ciertas áreas. Algunos grupos étnicos estaban tan sustancialmente civilizados y eran tan poderosos midiéndolos por los estándares chinos, que sus entidades políticas, como Wu y Yue, se incluyen en algunas versiones de los cinco grandes señores (ver más abajo).
Los nuevos y poderosos estados se encontraban ansiosos de mantener los privilegios aristocráticos por encima de la ideología tradicional de apoyar a la entidad gobernante débil en tiempos de malestar (匡扶社稷 kuang fú shè jì), que había sido propagada ampliamente durante la China imperial para consolidar el poder de la familia que se encontrara en el poder.
Los duques Huan de Qi y Wen de Jin continuaron dando los pasos para establecer un sistema feudal, que trajo una estabilidad relativa, aunque durante periodos más cortos que anteriormente. Las anexiones se incrementaron, favoreciendo a varios de los estados más poderosos, entre ellos  Qin, Jin, Qi y Chu. El papel de los señores se desplazó gradualmente desde la intención manifestada de proteger a los estados más débiles; el poder de los señores finalmente se convirtió en un sistema de hegemonía de los estados más grandes sobre los estados satélites más débiles de origen chino y "bárbaro".
Los grandes estados usaron el pretexto de la protección y de la ayuda para intervenir y obtener ventajas sobre los más pequeños durante sus luchas internas. Los señores posteriores procedían en su mayoría de estos grandes estados. Se proclamaron a sí mismos como amos de sus territorios, sin siquiera reconocer a la figura títere de Zhou. El establecimiento del sistema de administración local (Jun y Xi'a, con los oficiales señalados por el gobierno, dio a los estados mejor control sobre sus dominios. Los impuestos facilitaron el comercio y la agricultura más que el proto-feudalismo.
Los tres estados de Qin, Ji y Qi no solo optimizaron su propia fuerza, sino que repelieron los ataques del estado meridional de Chu, cuyos gobernantes se habían proclamado a sí mismos reyes. Los ejércitos Chu gradualmente fueron invadiendo la cuenca del Río Amarillo. El etiquetar a Chu como los "bárbaros meridionales" (Chu Man) no era más que un pretexto para advertir a Chu acerca de que no interviniera en sus respectivas esferas de influencia. La invasión de Chu fue puesta a prueba varias veces en tres grandes batallas con cada vez más violencia —la batalla de Chengpu, la batalla de Bi y la batalla de Yanling; el resultado fue la restauración de los estados de Chen y Cai.

## El cambiante ritmo de la guerra
Tras un periodo de guerras cada vez más exhaustivas, Qi, Qin, Jin y Chu finalmente se juntaron para una conferencia de desarme en el 579 a. C., donde esencialmente los otros estados se convirtieron en satélites. En el 546 a. C., Jin y Chu acordaron una nueva tregua. 
Esta era de paz fue solo un preludio al caos del periodo de los Reinos Combatientes. Cada uno de los cuatro poderosos estados se encontraba sumido en continuas luchas por el poder. Seis familias propietarias de tierras se hacían la guerra la una a la otra en Jin. La familia Chen eliminaba a sus enemigos políticos en Qi. La legitimidad de los gobernantes era a menudo desafiada en las guerras civiles por varios miembros de la familia real en Qin y Chu. Una vez que todos estos combatientes por el poder se establecieron firmemente en sus dominios, el derramamiento de sangre entre los estados continuaría en el periodo de los Reinos Combatientes. Este periodo comenzó oficialmente en el 403 a. C. cuando las tres familias que aún quedaban de la elite en Jin -Zhao, Wei y Han- dividieron el estado; la impotente corte de Zhou fue forzada a reconocer su autoridad.
Durante el relativamente pacífico siglo VI a. C., los dos estados costeros en el actual Zhejiang, Wu y Yue, comenzaron a ganar gradualmente más poder. Después de derrotar y expulsar al rey Fu Chai de Wu, el rey Gou Jian de Yue se convirtió en el último gran señor reconocido.

## Corrientes intelectuales

### Literatura
La tradición intelectual heredada del Zhou Occidental se conserva en textos que posteriormente fueron considerados Clásicos, y que gozan de gran prestigio desde el periodo de Primavera y Otoño. Entre estas obras se encuentran el Libro de los Documentos (Shangshu o Shujing), que incluye antiguos documentos históricos de los archivos reales, el Libro de las Odas (Shijing), que recopila poemas, o las Mutaciones de Zhou (Zhou yi), un manual de divinación por milenrama más comúnmente conocido como el Libro de las Mutaciones' (Yijing). Fueron recopiladas y canonizadas gradualmente durante la dinastía Han, pero la fecha exacta de redacción de sus diversos pasajes es a menudo incierta: algunos parecen datar de finales del periodo Zhou Occidental, otros pueden ser anteriores, muchos son claramente escritos posteriores o reelaboraciones, a veces atribuibles al periodo de Primavera y Otoño (por ejemplo, los Cantos de las Tierras del Libro de las Odas).
Los escribas de los principados de Primavera y Otoño también produjeron obras de tipo historiográfico que informaban de los acontecimientos ocurridos, integrándolos en la continuidad de un pasado semilegendario que se remontaba a los primeros reyes y dinastías (los Tres Augustos y los Cinco Emperadores, la Xia, la Shang) para los que los relatos milagrosos ocupaban un lugar de honor. El único ejemplo completo que se conoce son los Anales del País de Lu, o Anales de Primavera y Otoño (Chunqiu), que dieron nombre al periodo y también fueron consagrados posteriormente como clásicos. Los Anales de Bambú'] son otro ejemplo de este tipo de obras historiográficas que deben basarse en fuentes de la época, correspondientes a una crónica histórica del país de Wei, y de Jin del que era heredero. Las demás cortes principescas y la de la Zhou probablemente produjeron obras similares sobre su pasado, que han desaparecido.
En cuanto a los escritos que épocas posteriores atribuyeron a eruditos que vivieron durante el periodo de Primavera y Otoño, como Sun Tzu, Guan Zhong y, por supuesto, Confucio (de quien se dice que reelaboró los clásicos), parece difícil afirmar que realmente tuvieran su origen en estas figuras, sino que se asociaron a ellas por su prestigio. Su estudio revela a menudo una fuerte huella del periodo de los Reinos Combatientes. Sólo los Entretiens de Confucio se vinculan comúnmente al pensamiento de la personalidad a la que se adscriben (véase más adelante).